# 6시 저녁바람
《6시 저녁바람 김창완입니다》는 SBS 러브FM(수도권 FM 103.5MHz)에서 매일 저녁 6시 5분부터 저녁 8시까지 방송되는 대중음악 전문 라디오 프로그램이다.

## 방송 시간
| 방송 채널  | 방송 기간              | 방송 시간                    | 방송 분량  |
| ---------- | ---------------------- | ---------------------------- | ---------- |
| SBS 러브FM | 2024년 7월 22일 ~ 현재 | 매일 저녁 6시 5분 ~ 저녁 8시 | 1시간 55분 |

## DJ
- 가수 겸 배우 김창완 (남)

## 코너
- 내마음에 주단을 깔고
- 퇴근길 블루스
- 노래 더, 더, 더

## 같이 보기
- 대중음악
- 박소현의 러브게임 (SBS 파워FM)